# Pośredniczka
Pośredniczka (ang. The Mediator) – seria książek dla nastolatek autorstwa amerykańskiej pisarki Meg Cabot. Seria składa się z ośmiu tomów.  Pierwsze cztery tomy Cabot opublikowała pierwotnie w wydawnictwie Simon and Schuster, pod pseudonimem Jenny Carroll. Pozostałe tomy wydane zostały przez wydawnictwo HarperCollins Christian Publishing pod prawdziwym nazwiskiem autorki.  W Polsce seria opublikowało wydawnictwo Amber, ale tylko tomy od pierwszego do szóstego.

## Kraina cienia
Kraina cienia (ang. The Mediator: The Shadowland; tłum. polskie Aleksandra Januszewska dla wydawnictwa Amber) jest pierwszym tomem z serii Pośredniczka, wydanym w 2000.
Książka opowiada o nastoletniej Suze, która przeprowadza się z Nowego Jorku do Kalifornii, by tam zamieszkać z mężem swojej matki Andym i jego trzema synami z pierwszego małżeństwa. Cała szóstka zamieszkuje wspólnie odnowiony przez Andy’ego kilkusetletni dom. Suze nie jest jednak normalną nastolatką – potrafi widzieć duchy zmarłych. Nie jest więc zdziwiona, gdy w swoim nowym pokoju zastaje ducha 20-letniego chłopaka. Następnego dnia Suze poznaje dyrektora szkoły – ojca Dominika. Okazuje się, że mężczyzna ma podobne zdolności. Takich jak on i Susannah określa mianem mediatorów. Pod swoją szafką nastolatka spotyka ducha Heather, która kilka dni wcześniej popełniła samobójstwo, po tym jak zerwał z nią jej chłopak Bryce. Dziewczyna ma świadomość, że nie może wrócić do świata żywych, dlatego za wszelką cenę chce zabrać do świata umarłych Bryce’a. Suze postanawia jej w tym przeszkodzić.

## Dziewiąty klucz
Dziewiąty klucz (The Mediator: Ninth Key) jest drugim tomem z serii Pośredniczka, wydanym w 2001.

## Kraksa w górach
Kraksa w górach (The Mediator: Reunion) jest trzecim tomem z serii Pośredniczka, wydanym w 2001.

## Najczarniejsza godzina
Najczarniejsza godzina (The Mediator: Darkest Hour) jest czwartym tomem z serii Pośredniczka, wydanym w 2001.

## Nawiedzony
Nawiedzony (The Mediator: Haunted) jest piątym tomem z serii Pośredniczka, wydanym w 2003.

## Czwarty wymiar
Czwarty wymiar (The Mediator: Twilight) jest szóstym tomem z serii Pośredniczka, wydanym w 2004.

## The Proposal: Mediator 6.5
Tom 6.5 z serii Pośredniczka, wydany w USA w styczniu 2016 roku. Wydawnictwo Amber nie podjęło się jego wydania w Polsce.

## Remembrance: Mediator 7
Tom siódmy z serii Pośredniczka, wydany w USA w lutym 2016 roku. Wydawnictwo Amber nie podjęło się jego wydania w Polsce.

## Bohaterowie

### Bohaterowie główni
- Susannah Simon – główna bohaterka, zmienniczka, chodzi z Jessem od 5 tomu
- Hektor „Jesse” de Silva – przystojny duch, mieszkający w pokoju Suze, jej chłopak od 5 tomu
- Cee Cee Webs – albinoska, przyjaciółka Suze, zakochana w Adamie
- Adam McTavish – przyjaciel Cee Cee i Suze
- ojciec Dominik – dyrektor szkoły, pośrednik
- Paul Slater – zmiennik, czarny charakter, jest zakochany w Suze od 4 tomu. Nienawidzi Jessego.

### Bohaterowie poboczni
- Heather Chamber – duch, największy wróg Suze w pierwszej części.
- David Ackerman (Profesor) – 12-letni przybrany brat Suze
- Brad Ackerman (Przyćmiony) – 16-letni przybrany brat Suze
- Jake Ackerman (Śpiący) –  17-letni najstarszy przybrany brat Suze
- Bryce – kolega Suze ze szkoły, dawny chłopak Heather
- Kelly Prescott – najpopularniejsza dziewczyna w szkole
- Debbie Mancuso – przyjaciółka Kelly
- Andy Ackerman – ojczym Suze
- Felix Diego – kochanek i późniejszy mąż Marii De Silvy. Na zlecenie Marii zabił Jessego.
- Maria De Silva Diego – dawna narzeczona Jessego. Zleciła swojemu kochankowi Felixowi zabić Jessego.